# プロテコンドー
プロテコンドーは、賞金やファイトマネーが支払われるプロのテコンドーである。プロの試合なので、ショー的要素（派手な入場）や派手な演出（カラフルなテコンドー衣）が用いられるケースもある。また、試合場もテコンドー専用の競技場やリングが使われることもある。

## 歴史
プロテコンドーは韓国で始まり、1990年に韓国政府公認となった。その後、1993年12月に韓国を含む世界6カ国に支部を開設し、世界プロテコンドー連盟を創設した。アメリカではESPNというテレビ局が「PRO TKD」というプロのテコンドーの試合を放送したことがあった。
2002年5月に、アメリカニューヨーク州でパク・セジンとジェームス・バーンスタイン（CEO）を共同会長とする世界テコンドーリーグが創設された。さらに、7月14日から16日にかけて、マディソン・スクエア・ガーデンで旗揚げ興行「The World Taekwondo League Championship Premiere」が開催された。しかし、2005年ごろに消滅した。
日本においては、日本テコンドー連盟所属の道場「テコンドーT.K.D.」が2006年10月15日にプロスタイルテコンドーの興行「KOK」を開催。選手は、長袖の通常のテコンドー衣を着用し、総合格闘技用のオープンフィンガーグローブとフットガードを身に着けた。試合はリングの上で、全て2分3Rの形式で行われた。テコンドーT.K.D.はその後も実験として、プロスタイルテコンドーの試合を開催している。
2007年に、国際テコンドー連盟（ITF）が主体となり、ミラン・バンディッチを会長とする「プロテコンドー委員会」がクロアチアに設立された。そして、ボクシンググローブとテコンドー用のフットガードをつけて、袖無しのテコンドー衣を着たテコンドーの選手がリングの上で勝負する形式の「世界プロテコンドーリーグ」が始まった。2007年11月17日にクロアチアのザグレブで初興行「CROATIA - GROUND ZERO」が開催された。世界各国でトーナメント方式の予選大会を開催し、世界一決定トーナメントを開催する形式をとっている。
2008年9月10日に清州忠青大学で、ITFと忠青大学関係者と総合格闘技イベント「スピリットMC」を主催するエントリー社の代表取締役であるパク・クヮンヒョンとの間で、テコンドーのプロ化に関する協定が結ばれた。（韓国語）

## ルール
プロのテコンドーは様々な団体が行っているため、統一されたルールはない。

### プロテコンドー
選手は通常のテコンドー衣を着用し、テコンドー用のフットガードと総合格闘技用のオープンフィンガーグローブを身に着ける。フルコンタクト空手のように直接打撃制を採用している。試合はリングかテコンドーの競技場で行われる。

### PRO TKD
アメリカのESPNが放送したプロテコンドーの試合のルール。選手は赤か青一色のカラフルなテコンドー衣を着用する。試合は通常のテコンドーの競技場で行われるが、ボクシングのように競技場が青と赤の2色で分けられている。3分3R-6Rで行われる。足にテコンドーシューズを履く以外は、プロテクターやグローブといったものは着用しない。

### WTL
選手はヘッドギア、ボディプロテクター、脛当て、篭手、テコンドーシューズ、テコンドー衣を着用しなければならない。また、黒帯の着用が義務付けられる。試合は1mの段差のある円形の試合場の中で行われる。

### ITF
ノースリーブのテコンドー衣を着用し、リングの上で行われる。通常のキックボクシングのルールとの違いは、パンチの連打が認められていない点である。2連続以上のパンチの連打は、足技を重んじるテコンドーの良さを引き出せないからである。選手はボクシンググローブとテコンドー用のフットガードをつける。